# Whine Up
„Whine Up” este un cântec R&B/Hip-Hop lansat de interpreta americană cu origini dominicane Kat DeLuna. Piesa este inclusă pe primul său album intitulat 9 Lives (2007) și reprezintă o colaborare cu Elephant Man. Discul single a primit recenzii pozitive din partea criticilor muzicali și a câștigat distincția pentru Cântecul latino-dance de club al anului în cadrul premiilor Latin Billboard.
În clasamentele din SUA piesa a activat moderat , ajungând în Billboard Hot 100 pe poziția 29, iar în Billboard Pop 100 pe locul 17, dar a ajuns în vârful topului Hot Dance Club Play. Clasări mai bune le-a obținute în câteva țări europene: România (locul 4), Belgia (locul 6), Bulgaria (locul 7), Portugalia (locul 8) și Franța (locul 9).

## Informații generale
Într-un interviu acordat publicației New York Post, DeLuna explică titlul cântecului: „<<whine>> reprezintă mișcarea șoldurilor asemănătoare cu cea a femeilor din Jamaica. Este înnebunitor de sexi”.
Piesa este însoțită de un dans specific, intitulat „The Whine Up”, despre care Raakhee Mirchandani afirmă că este „o unduire ușoară și provocatoare [a corpului] dintr-o parte în cealaltă”.
Pentru debutul său, DeLuna voia ca muzica ei să reflecte lucrurile care-i plac. „Am studiat opera în liceu și voiam să surprind acest lucru. De asemenea voiam să revin la rădăcinile mele dominicane, în special la bachata. Dar voiam să abordez și dancehall și pop”. Despre „Whine Up”, cântăreața a declarat că speră ca succesul piesei din vara anului 2007 „să se prelungească în toamnă și nu numai”.
„Whine Up” este un cântec în genul R&B modern, ce are influențe din muzica electronică, raggae și latino. Se folosesc 1-2 acorduri pe spații mari și armonii vocale. Nu sunt secțiuni instrumentale prea lungi în cântec. Este o compoziție bazată pe ostinati și are o sonoritate sintetică. Elementele de percuție ale piesei provin din muzica latino.
„Whine Up” a fost ales cântecul oficial al evenimentului SummerSlam 2007. La cererea conducerii echipei de baseball Mets, DeLuna a înregistrat o versiune specială a piesei, intitulată „Rise Up (Mets!)”. Această variantă a fost compusă de David Brody și interpretată de cântăreață pe stadionul „Shea”, fiind ulterior difuzată la radioul din New York, z100.

## Recenzii
„Whine Up” a primit recenzii mixte din partea criticilor de specialitate. Andy Kellman de la Allmusic consideră că piesa este „fără îndoială centrul albumului”, acesta apreciind influențele dancehall. Bill Lamb de la About.com l-a numit un „cântec plăcut, dar de nereținut pentru distracția estivală” din cauza „ritmurilor simpliste de house și a lipsei interpretării originale”. Reggae-vibes a descris piesa ca fiind „irezistibilă și ușor de reținut”, acordând nota maximă părților vocale, producției și calității sunetului. PopMatters afirmă că acest cântec „depășește granițele reggaetonului”, deoarece nu este un single „urban-dance obișnuit”. Interpretarea acestuia a fost descrisă ca fiind „ușuratică și hotărâtă în același timp”, Matt Cibula comparând apariția cameo a lui Elephant Man cu „frișca de pe o prăjitură delicioasă de la fast-food”.
„Whine Up” a câștigat în cadrul premiilor Latin Billboard 2008 distincția pentru Cântecul latino-dance de club al anului, iar la International Dance Music Awards a fost nominalizat la categoria Cel mai bun cântec latino/raggaeton.

## Videoclip
DeLuna a organizat un concurs pentru admiratorii săi din apropierea orașului New York, premiul fiind apariția în videoclipul piesei „Whine Up”. Câștigătoare au fost o mamă și fiica ei ce locuiesc în Westchester.
Videoclipul a fost regizat de 
Gil Green și filmat pe data de aprilie 2007.  în cartierul Queens. Începutul o prezintă pe interpretă cântându-le prietenelor sale pe acoperișul unei clădiri o parte dintr-o arie de operă. Cadrele ce o surprind pe DeLuna dansând „The Whine Up” împreună cu un grup de tineri sunt intercalate cu scene în care aceasta interpretează piesa alături de Elephant Man.
Videoclipul a debutat pe locul 10 în clasamentul de la TRL în data de 29 aprilie 2007. Pe 13 august 2007 a ajuns pe poziția a doua și nu a reușit o clasare mai bună pe parcursul celor 31 de zile petrecute în acest top. „Whine Up” a început să fie difuzat la postul de televiziune canadian MuchMusic din data de 16 iulie 2007 și s-a plasat pe locul 10 în Top 25 Summer Anthems de la TMF.
Varianta în spaniolă a piesei a adunat peste 3 milioane de vizualizări pe YouTube, iar cea în engleză a acumulat peste 9,6 milioane de accesări până în noiembrie 2008.

## Prezența în clasamente
„Whine Up” a început să fie difuzat la posturile radio din Statele Unite ale Americii începând cu data de 15 mai 2007. Discul single a debutat înainte de filmarea videoclipului pe locul 24 în Bubbling Under Billboard Hot 100, iar în clasamentul principal a intrat pe poziția 91. Piesa s-a plasat cel mai sus pe locul 29 în cele 20 de săptămâni de prezență în acest top. Discul single a fost unul de succes în cluburile americane, ajungând pe primul loc în Hot Dance Club Play. Cântecul a obținut discul de aur pentru exemplarele vândute în SUA.
„Whine Up” a obținut poziții de top 10 în câteva țări europene. În Belgia a intrat pe locul 43 și a activat în Belgium Singles Top 50 timp de 16 săptămâni, ajungând cel mai sus pe locul 6. În Bulgaria piesa s-a clasat pe poziția 7, iar în Portugalia a urcat până pe locul 8. În Franța, cântecul a fost prezent în top timp de 30 de ediții, poziția maximă atinsă fiind 9. Discul single s-a vândut în format digital în 6 190 de exemplare și a fost comercializat în peste 24 900 de unități în total pe parcursul anului 2007, obținând locul 100 în clasamentul sfârșitului de an. În Romanian Top 100, „Whine Up” a atins poziția maximă (a patra) după 19 săptămâni de activitate, fiind ulterior mai puțin difuzat după intrarea în clasament a lui „Run the Show”.

## Tracklisting
- Single promoțional

1. „Whine Up” (versiunea în engleză) – 3:25
2. „Whine Up” (versiunea a capella în engleză) – 3:23
3. „Whine Up” (instrumental) – 3:28
4. „Whine Up” (versiunea în spaniolă) – 3:41
5. „Whine Up” (Spanish a capella în spaniolă) – 3:38

## Clasamente
| Clasamentul (2007)                  | Poziția maximă |
| ----------------------------------- | -------------- |
| U.S.A Billboard Hot Dance Club Play | 1              |
| U.S.A Billboard Billboard Pop 100   | 17             |
| U.S.A Billboard Hot 100             | 29             |
| U.S.A Billboard Hot Latin Songs     | 43             |
| Australian Singles Chart            | 18             |
| Austrian Singles Chart              | 65             |
| Belgium Singles Charts              | 6              |
| Canadian Hot 100                    | 15             |
| Dutch Charts                        | 51             |
| France Charts                       | 9              |
| German Singles Chart                | 24             |
| Peru Top 100                        | 21             |
| Romanian Top 100                    | 4              |
| Swiss Singles Chart                 | 49             |
| World Singles Official Top 100      | 32             |
| Airplay World Official Top 100      | 49             |